# ミュラー手技
ミュラー手技（独: Müller's maneuver）は、ある種の耳鳴りやその他の医学的問題を診断するために医療で使用される手技である。

## 手順
強制的に息を吐いた後、口と鼻を閉じて吸気を試み、胸と肺の陰圧を大気圧以下にする、バルサルバ法の逆の方法である。
この方法は、気管や上気道などの気道の虚脱部分を探すためのものである。この方法では、患者は口を閉じて鼻孔を塞いだ状態で息を吸おうとするため、気道の虚脱が起こる。検査者は、柔軟な光ファイバースコープを下咽頭に挿入して視野を確保することで、虚脱を目撃し、気道の弱くなった部分を特定することができる。ミュラーの手技は、睡眠時無呼吸症候群の原因究明に用いられる。検査結果が陽性であるということは、上気道の閉塞部位が軟口蓋のレベル以下である可能性が高いということであり、その患者はおそらく口蓋垂形成術だけでは利益を得られないだろう。この方法は、睡眠時無呼吸症候群のMRIを行う際に、患者への鎮静剤の投与を避けることができ、非常に有効である。
一方、近年は、ミュラー手技による閉塞部位同定は、睡眠時無呼吸症候群や口蓋垂形成術の評価に有用であるとするエビデンスは乏しいとされている。
ミュラーの手技は、急性期のプライマリーケアにおいて、上室性頻拍を停止させるためにも使用することができる。